# Ardani (Trikala)
Ardani  este un oraș în Grecia în prefectura Trikala.